# José María Satrustegi

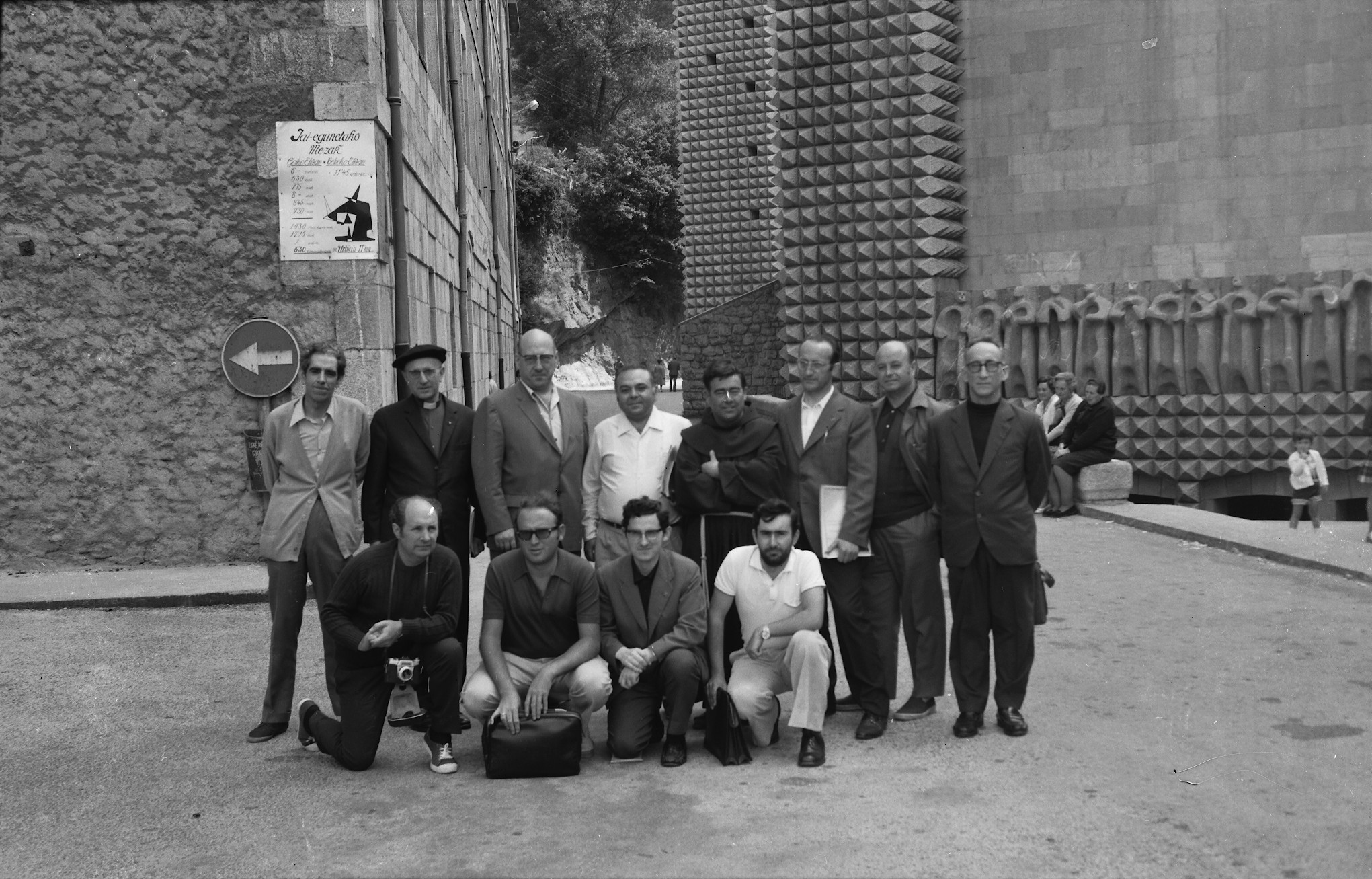
Des membres de l'Euskaltzaindia réunis au sanctuaire d'Arantzazu en 1972. Haut lieu de la culture basque et la bibliothèque du couvent conserve de très nombreux ouvrages en langue basque
Haut de gauche à droite : Koldo Mitxelena, Iratzeder, Jean Haritschelhar, Alfonso Irigoyen, Luis Villasante, Jose Mari Satrustegi, Patxi Altuna et Imanol Berriatua. Bas : Juan San Martin, Jose Luis Lizundia, Joseba Intxausti et Xabier Kintana.

Jose Mari Satrustegi Zubeldia ou José María Satrustegi, né le 15 novembre 1930 à Arruazu et mort le 27 mars 2003 à Pampelune, est un prêtre spécialisé en ethnographie, anthropologie et langue basque, un écrivain et académicien basque espagnol de langue basque et espagnole.

## Biographie
Ordonné prêtre au séminaire de Pampelune en 1955, il exerce au sein de son ministère, dans les localités navarraise de Madotz, Valcarlos et Urdiain. Dans ces lieux, il effectuera des recherches sur l'histoire, la langue et les coutumes de ses paroissiens. Le travail est publié dans Cuadernos de Etnología y Etnografía de Navarra et Fontes Linguae Vasconum. Studia et Documenta. Il devient un disciple de José Miguel de Barandiaran et membre du groupe « Etniker-Navarra » depuis sa création.
Il est membre de l'Académie de la langue basque (Euskaltzaindia) dont il sera le secrétaire général pendant quatorze ans. Il est aussi membre correspondant de l'Instituto Americano de Estudios Vascos de Buenos Aires et membre honoraire de la Académie linguistique international d’Arménie et de l'Institución Príncipe de Viana de la Députation forale de Navarre. 
Il a collaboré dans de nombreuses publications, fait partie du conseil de rédaction de Fontes Linguae Vasconum y Cuadernos de Etnología y Etnografía de Navarra. Sa production bibliographique est très grande, surtout en ce qui concerne les articles dans des magazines tels que la Revue Internationale des Études Basques, Boletín de la Real Sociedad Bascongada de Amigos del País, Anuario de Eusko Folklore et couvre divers thèmes tels que la mythologie, la religion populaire, la médecine populaire, la technologie et l'artisanat traditionnel, le folklore, les stèles discoïdales, langue, etc. Il collabore au Diario de Navarra entre 1961 et de 1972. Plus de 15 livres sont publiés et incluent principalement : Bordel Bertsularia (1966); Euskal Izendegia - Nomenclátor Onomástico Vasco - Nomenclature de prénoms basques (1973); Ekaitza (1973), Etnografía navarra. Solsticio de invierno (1974), Euskaldunen seksu bideak (1975), Etnografía navarra (1976), Ipui miresgarriak (1979); Mitos y creencias (1980); Lapur zuriak (1981); Comportamiento sexual de los vascos (1981), Euskal testu zaharrak (1987), Antropología y lengua (1989).
Retour dans sa ville natale, à Arruazu, il s'enthousiasme à classer les différents matériaux ethnographiques accumulées au cours de toutes ses recherches, notamment sa collection d'amulettes, et meurt subitement.

## Publications
Onomastique
- Euskal izendegia - Nomenclátor Onomástico Vasco - Nomenclature de prénoms basques, 1972.

Ethnologie et ethnographie
- La puerta de España en el camino de Santiago, 1962 ;
- Estudio etnográfico de Urdiain, 1967 ;
- Personajes populares relacionados con la brujería, 1970 ;
- Etnografía navarra. Solsticio de invierno, 1974 ;
- Euskaldunen seksu bideak, 1975 ;
- Comportamiento sexual de los vascos, 1981 ;
- Mitos y creencias, 1980 ;
- Solsticio de invierno, 1988 ;
- Antropología y lengua, 1989 ;
- Sakanerri barrena, 1999.

Nouvelle
- Ekaitza, 1992, Mintzoa.

Essais
- Euskal testu zaharrak (I), 1987, Euskaltzaindia.

Littérature basque
- Bordel bertsularia, 1965, Auspoa ;
- Luzaide'ko kantiak, 1967, Auspoa ;
- Lapur Zuriak, 1981 ;
- Ipui miresgarriak, 1982 ;
- Axelko eta Otsoko, 1983 ;
- Mattin Mottela, 2001, Ibaizabal ;
- Argisentiko ipuinak, 2002 ;
- Oihan txikiko mamuak, 2003.

Traductions
- Ardo eta ogi Martxelin, 1970 ;
- Alizia, 1974.

### Biographies
- J. Frantzisko Aizkibel, 1998, Bidegileak bilduma, 12e numéro ;
- Alejandro Tapia, 2000, Bidegileak bilduma, 21e numéro ;
- Perpetua Saragueta, 2001, Bidegileak bilduma, 25e numéro ;
- Joxe Agerre, 2002, Bidegileak bilduma, 28e numéro ;
- Norbert Tauer, 2003, Bidegileak bilduma, 30e numéro ;
- Frantzisko Torres Ibañez «Aita Felipe Murietakoa», 2003, Bidegileak bilduma, 33e numéro.